# Buteogallus anthracinus
Buteogallus anthracinus là một loài chim trong họ Accipitridae.
Loài chim này chim sinh sản ở những vùng ấm hơn của châu Mỹ, từ Tây Nam Hoa Kỳ qua Trung Mỹ đến Venezuela, Peru, Trinidad và Antilles nhỏ hơn. Đây là một loài chim chủ yếu sống ven biển, đầm lầy, cửa sông và vùng rừng khô mở liền kề, mặc dù có dân cư nội địa, bao gồm một quần thể di cư ở phía tây bắc Mexico và Arizona.
Loài chim này dài 43–53 cm và cân nặng trung bình 930 g. Chúng có đôi cánh rất rộng, và chủ yếu là màu đen hoặc xám đen. Đuôi ngắn có màu đen với một dải trắng rộng duy nhất và một đầu màu trắng. Mỏ có màu đen và chân và da gốc mỏ có màu vàng.

## Hình ảnh

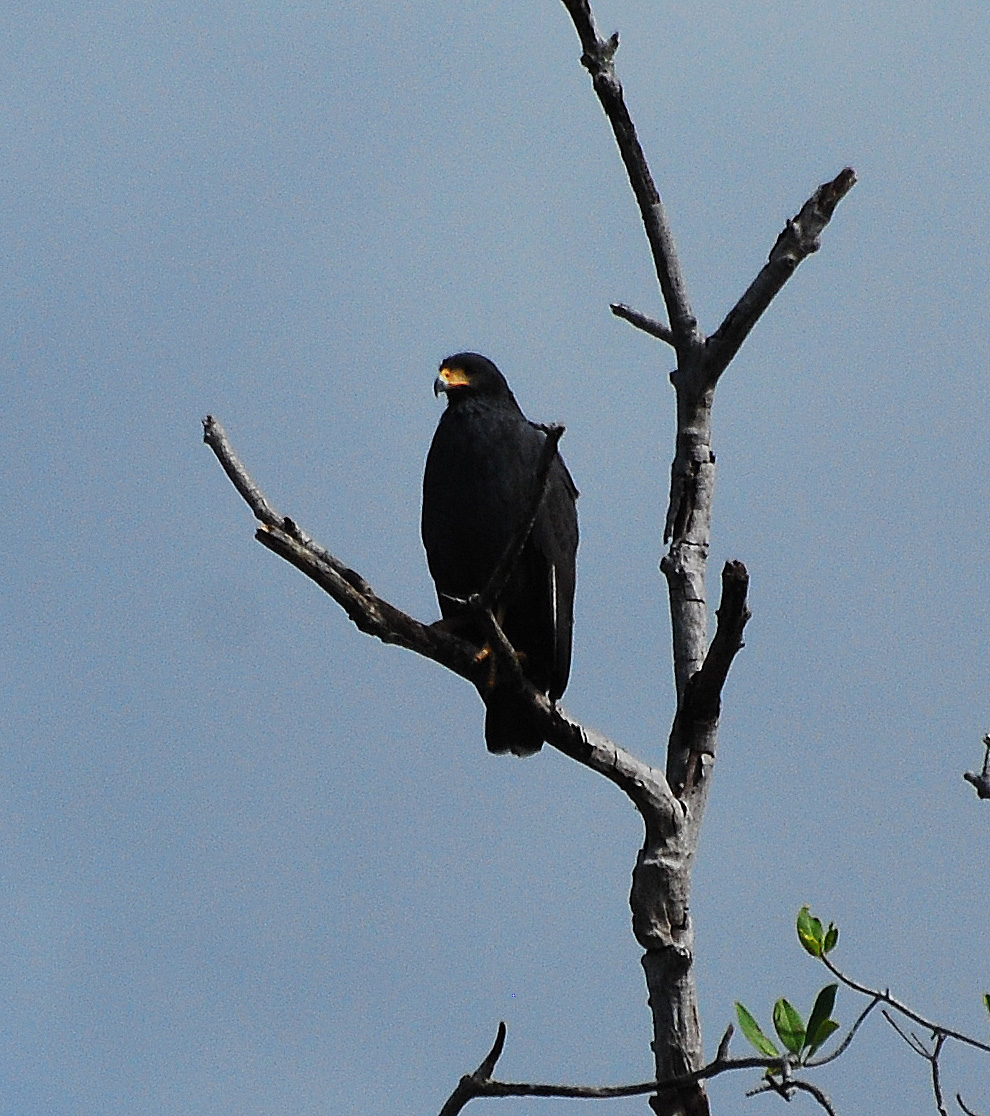
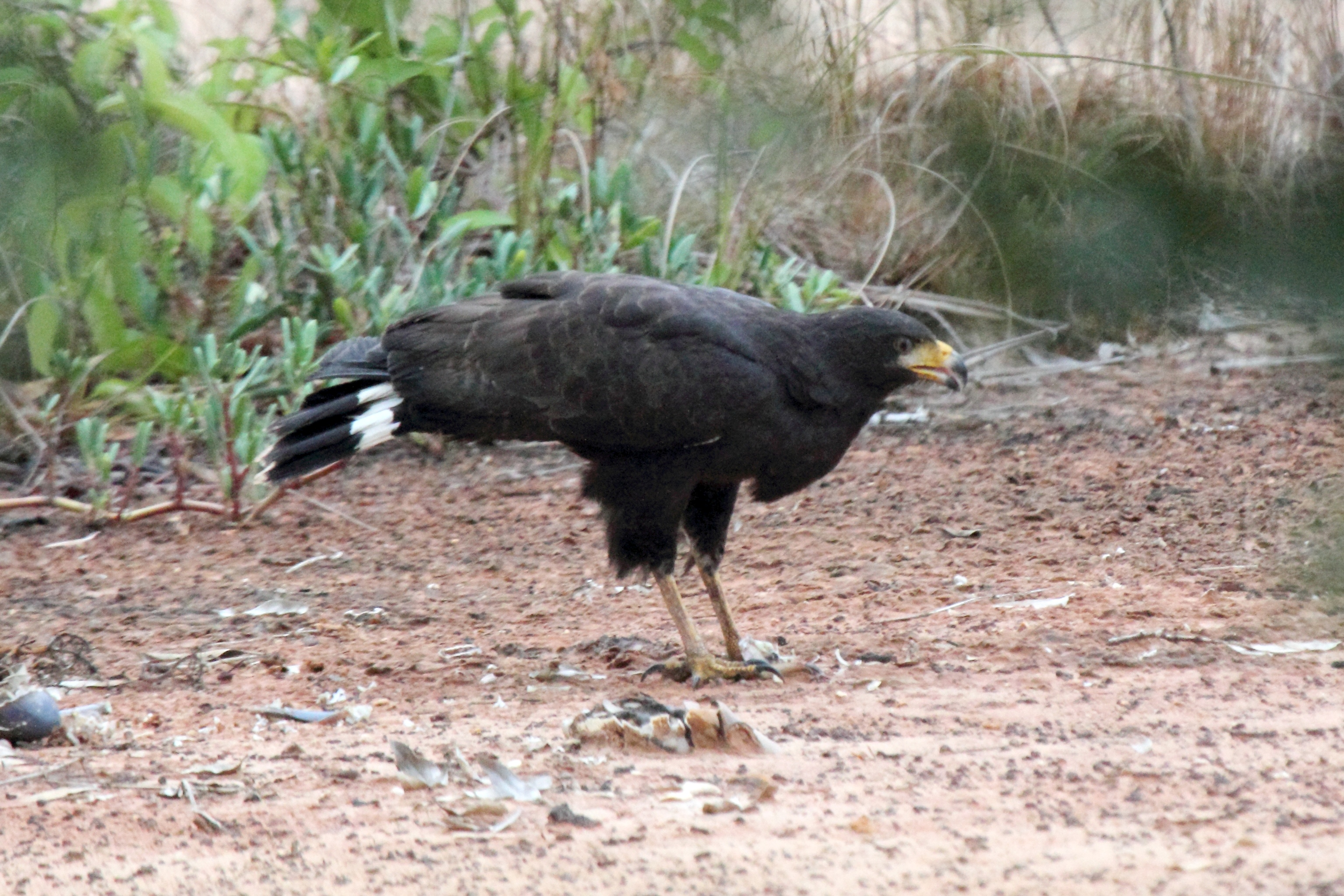
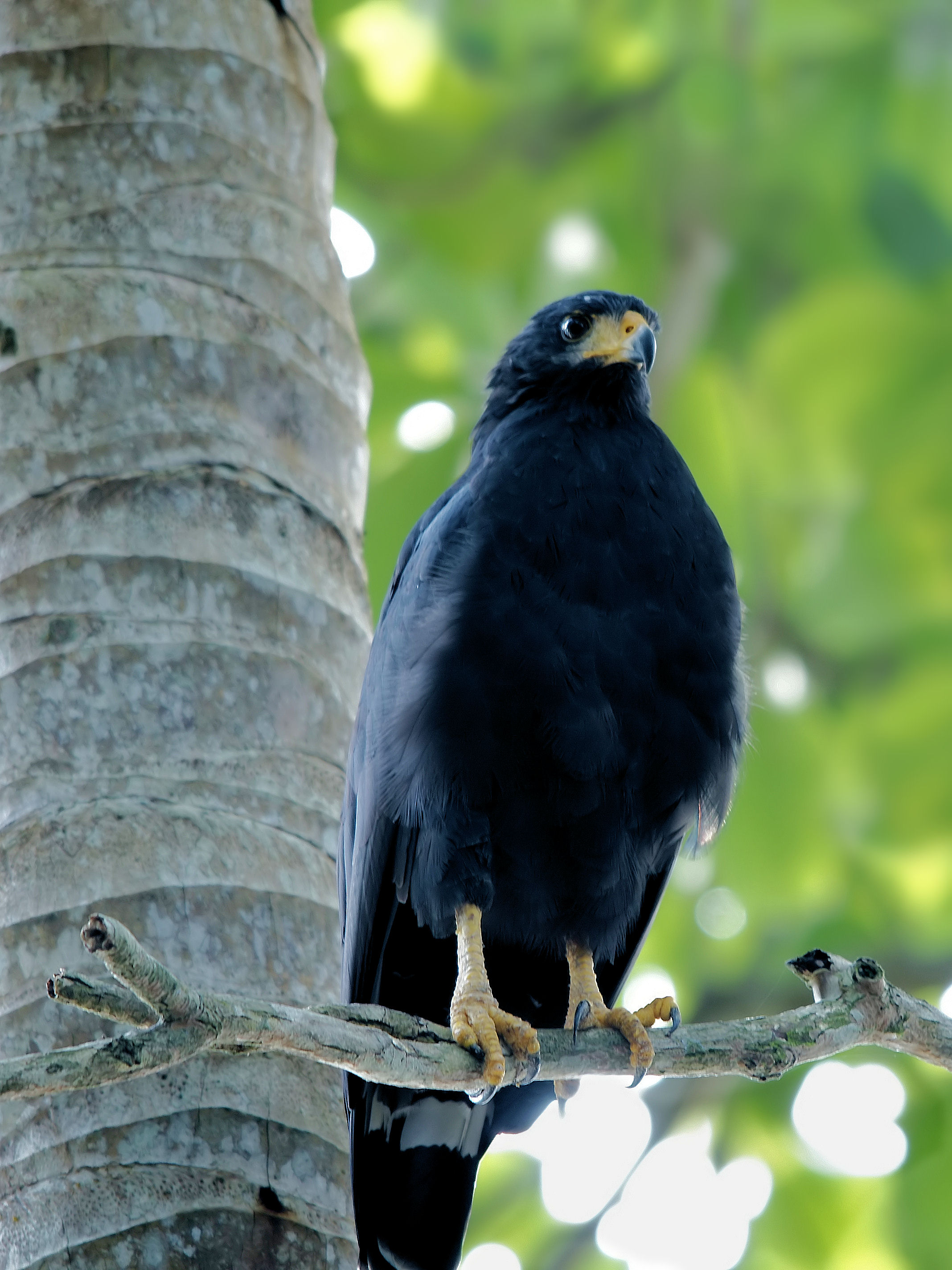